# Vlastimil Mařinec
Vlastimil Mařinec (ur. 9 stycznia 1957 w Pacovie) – czeski lekkoatleta, trójskoczek, medalista halowych mistrzostw Europy. Podczas swojej kariery reprezentował Czechosłowację.

## Kariera sportowa
Zajął 5. miejsce w trójskoku na mistrzostwach świata w 1983 w Helsinkach. Był na tych mistrzostwach zgłoszony również do skoku w dal, ale w nim nie wystąpił.
Zdobył srebrny medal w trójskoku na halowych mistrzostwach Europy w 1984 w Göteborgu, przegrywając tylko z Hryhorijem Jemeciem ze Związku Radzieckiego, a wyprzedzając Bélę Bakosiego z Węgier.
Nie wziął udziału w igrzyskach olimpijskich w 1984 w Los Angeles z powodu ich bojkotu przez Czechosłowację. Wystąpił w zawodach Przyjaźń-84, zorganizowanych w Moskwie dla lekkoatletów z państw bojkotujących igrzyska olimpijskie. Zajął 5. miejsce w trójskoku.
Był mistrzem Czechosłowacji w trójskoku w 1980, 1981, 1983 i 1984 oraz w skoku w dal w 1983, a także wicemistrzem w skoku w dal w 1981. W hali był mistrzem Czechosłowacji w trójskoku w 1981 i wicemistrzem w 1982.
4 czerwca 1983 w Bratysławie ustanowił rekord Czechosłowacji w trójskoku wynikiem 17,21 m. Był to pierwszy skok zawodnika z tego kraju powyżej 17 metrów.
Rekordy życiowe Mařinca:
- trójskok – 17,21 m (4 czerwca 1983, Bratysława)
- skok w dal – 7,99 m (24 lipca 1983, Praga)
- trójskok (hala) – 17,16 m (3 marca 1984, Göteborg)